# U.S. Space & Rocket Center

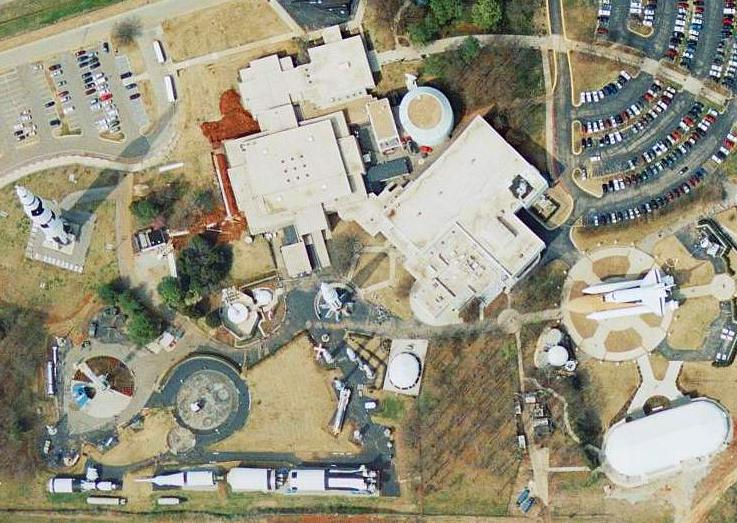
Flygbild över U.S. Space and Rocket Center

U.S. Space and Rocket Center är ett museum i Huntsville, Alabama, USA som visar upp diverse rymdfarkoster från USA:s rymdprogram. Idén till museet kom från raketforskaren Wernher von Braun. Museet har över 1 500 föremål och öppnade 1970 på mark som tillhör USA:s flygvapen. 
I utställningen ingår bland annat en Saturn V-raket, en rymdstationsimulator för Skylab och rymdfärjan, Pathfinder. På området finns även en av världens första IMAX-biografer.